# Slægtsnavn
 Denne artikel omhandler overvejende eller alene danske forhold. Hjælp gerne med at gøre artiklen mere almen.
Et slægtsnavn er et efternavn, som bruges indenfor en slægt og gives videre til kommende generationer efter helt faste regler. I de fleste tilfælde er det faderens efternavn, der gives videre til børnene. Reglerne for, hvordan navnet gives videre er fastlagt i navneloven.
I Danmark indførtes egentlige slægtsnavne efter denne model for adelige med af en kongelig henstilling i 1526 og for alle andre med navneloven af 1828.